# DJ Hyper
Guy Hatfield (Oxford, 23 de fevereiro de 1977) também conhecido por seu nome artístico Hyper, é um DJ, e produtor britânico. 
Em atividade desde 1999, atuou em colaborações com a banda The Prodigy entre 2004 e 2007, tendo juntos participado de gravações em estúdio, e concertos ao vivo na Europa.
Entre suas faixas mais famosas, estão "We Control", utilizada em Need for Speed Most Wanted (2005), e "Spoiler", presente no trailer de Cyberpunk 2077 (2020) exibido na E3 2018.

## Discografia

### Álbuns de estúdio
- We Control (2006)
- Suicide Tuesday (2008)
- The Panic (2011)
- Lies (2013)
- Symphony of Lies (2014)
- Bully (2015)

### Álbuns de remixes
- Y3K: Deep Progressive Breaks (2000)
- Y3K: Soundtrack to the Future (2000)
- Bedrock Breaks (2001)
- Bedrock Breaks - Fractured (2003)
- Wired (2004)
- Inthemix Is Six - Along with Bass Kleph (2006)
- Rewired (2007)

### EPs
- Twisted Emotion (2006)
- Catnip (2007)
- Centre Attraction (2008)
- Machine (2012)
- Cyberpunk (2019)
- Control (2021)